# Igor Levit
Pour les articles homonymes, voir Levit.
Igor Levit (en russe : Игорь Левит), né le 10 mars 1987 à Gorki (aujourd'hui Nijni Novgorod), est un pianiste germano-russe qui vit à Berlin. Il est aussi professeur à la Hochschule für Musik, Theater und Medien de Hanovre depuis 2019.

## Biographie
Né dans une famille juive, Igor Levit commence à jouer à l’âge de trois ans et reçoit ses premières leçons de sa mère, Elena Levit, professeur de piano, elle-même élève de Heinrich Neuhaus. Sa famille s'installe à Hanovre en 1995. De 1999 à 2000, il étudie au Mozarteum à Salzbourg avec Hans Leygraf et de 2000 à 2010 à la Hochschule für Musik, Theater und Medien de Hanovre avec Karl-Heinz Kämmerling, Matti Raekallio et Bernd Goetzke. Il a été plusieurs étés successifs étudiant au Festival de Marlboro (Vermont) où il a étudié avec Alain Planès. 
Il a remporté plusieurs prix internationaux, dont le deuxième prix au Grand Prix international Maria Callas, Athènes (2004), le premier prix au Concours International d'Académie de Piano à Hamamatsu (2004), la médaille d'argent et trois autres prix : le Concours international de piano Arthur Rubinstein à Tel Aviv (2005) et le Prix Luitpold pour les jeunes artistes au Festival Kissinger Sommer à Bad Kissingen (2009). En 2018 il a gagné le Gilmore Artist Award.
Interrompu dans sa tournée par le confinement dû à la  pandémie de coronavirus, il a publié entre le 12 mars 2020 et le 24 mai 2020, presque tous les jours, sur Twitter, une série de 50 « concerts à domicile » des oeuvres de Alkan, Bach, Beethoven, Brahms, Cardew, Chopin, Chostakovitch, Debussy, Dessau, Feldman, Liszt, Mendelssohn, Prokofiev, Reger,  Rzewski, Schubert, Schumann, Stevenson (Passacaille sur DSCH, dont l’intégrale fut publiée chez Sony Classical en trois CD en 2021).

## Discographie
En 2013, Levit a publié son premier album, sur le label Sony Classical, un ensemble à deux disques réunissant les dernières sonates pour piano de Ludwig van Beethoven (no 28 à 32). Son deuxième album pour Sony, est un enregistrement des six partitas pour clavier de Johann Sebastian Bach, qui a été nommé l'enregistrement du mois du magazine Gramophone, en octobre 2014. Son troisième album chez Sony également, est consacré aux Variations Goldberg de Bach, aux Variations Diabelli de Beethoven et à The People United Will Never Be Defeated! de Frederic Rzewski et a été publié en octobre 2015. Son quatrième album (2018), qui s'intitule Life, est la réponse de Levit à la mort d'un ami et comprend des œuvres de Busoni, Bach, Schumann, Rzewski, Wagner, Liszt et Bill Evans. Ses enregistrements de toutes les sonates pour piano de Beethoven ont été publiés par Sony Classical en 2019.